# Скалон, Антон Антонович (1767—1812)
Антон Антонович Скалон (6 сентября 1767, Бийская крепость, Томская губерния, Российская империя — 5 (17) августа 1812, под Смоленском, Российская империя) — российский военачальник эпохи наполеоновских войн, генерал-майор Русской императорской армии.

## Биография
Антон Скалон родился 6 сентября 1767 года в Бийской крепости в дворянской семье, ведущей начало от французского гугенота Георгия де Скалона, чьи сыновья Степан и Даниил переселились в Россию в 1710 году. Отец — генерал-поручик Антон Данилович Скалон.

Бюст Скалона в Бийске

Военную службу Скалон начал в 1775 году — 1 января он был записан рядовым в лейб-гвардии Преображенский полк. 12 января 1777 года был произведён в подпрапорщики. 1 сентября 1782 года его перевели в лейб-гвардии Семёновский полк, где 1 января 1783 года его производят в сержанты, а уже 13 января — в поручики с переводом в Сибирский драгунский полк. 1 января 1786 года он получил чин капитана, а 22 декабря 1793 года — майора. 23 марта 1797 года его переводят в Иркутский драгунский полк.
Дальнейшее движение Скалона по карьерной лестнице шло очень быстро, благодаря милостивому вниманию императора Павла І, который неоднократно удостаивал его непосредственными Высочайшими повелениями. 19 февраля 1798 года был награждён из собственных рук императора орденом Святой Анны 3-й степени, носившейся на шпаге. 9 мая 1798 года произведён в подполковники и назначен командиром Сибирского драгунского полка, а 25 ноября 1798 года удостоен ордена Святой Анны 2-й степени.
11 марта 1799 года произведён в полковники, затем, 11 апреля 1800 года, назначен шефом Драгунского генерал-майора Сакена 2-го полка и в том же году, 15 октября, произведён в генерал-майоры. 30 марта 1801 года, после разделения своего полка на Иркутский драгунский и Сибирский драгунский полки, назначен шефом Иркутского полка. 27 ноября 1802 года по семейным обстоятельствам уволен от службы с правом ношения мундира.
Военные действия русской армии, начатые в 1805 году против Наполеона, побудили Скалона вернуться на военную службу — 26 апреля 1806 года принят на службу прежним чином. Но принять участие в войне ему не довелось, ибо император Александр I вторично назначил его шефом Иркутского драгунского полка. Таким образом, он должен был вернуться к своему прежнему полку в Сибирь для «приведения снова в отличное устройство, в каком он оставил полк сей».
В 1808 году все линейные полки и артиллерия Сибири были двинуты к западным границам Империи. Зимний переход отряда Скалона из шести регулярных сибирских полков на Волынь был совершён в образцовом порядке «с особенным сбережением людей», за что 10 февраля 1808 года он был награждён орденом Святого Владимира 3-й степени. 26 ноября 1811 года Скалон был удостоен ордена Святого Георгия 4-го класса за 25 лет службы в офицерских чинах.
В том же 1811 году Антон Антонович Скалон присягнул на вечное подданство России.

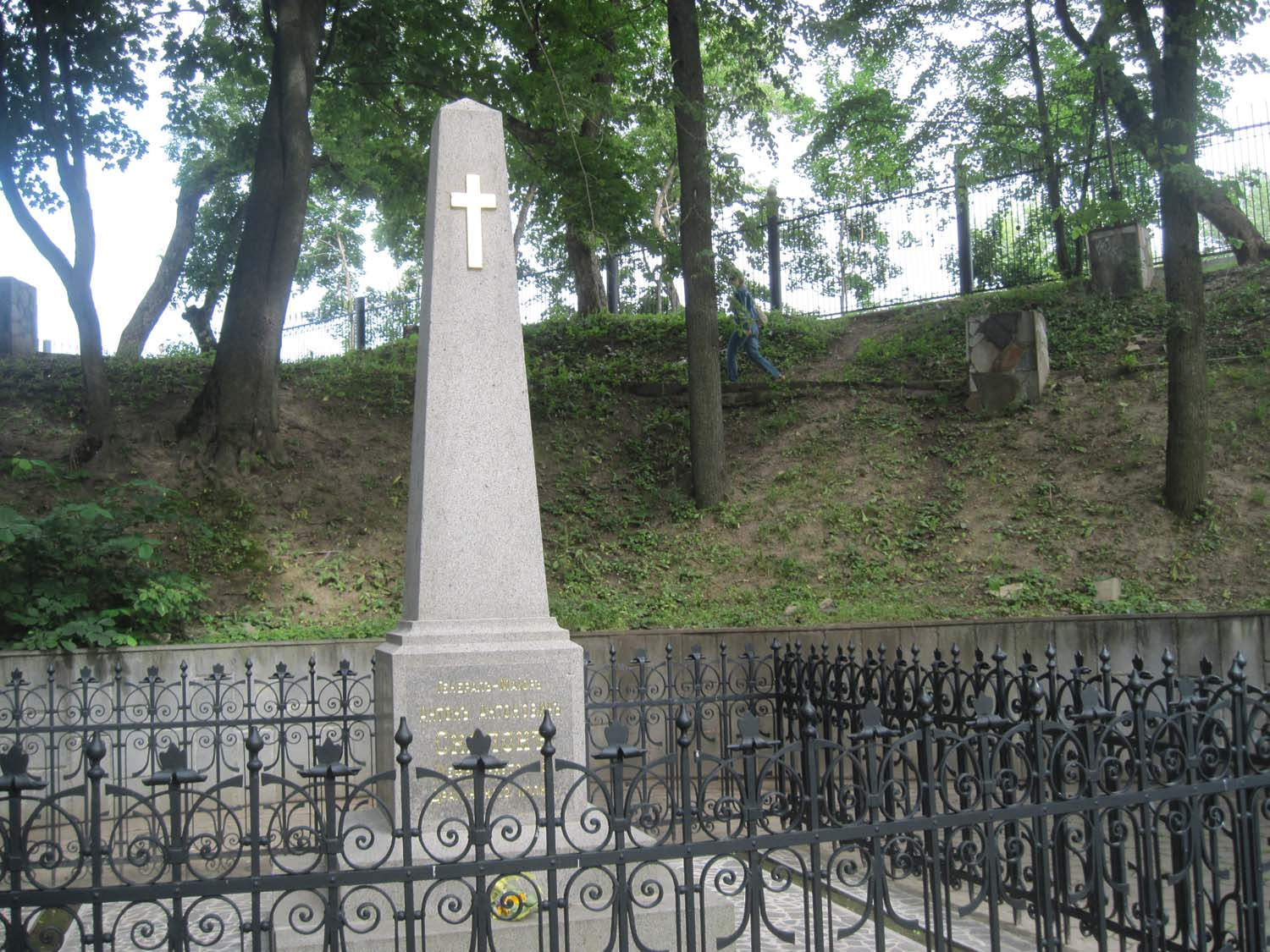
Памятник на предполагаемой могиле Скалона в Смоленске

Непосредственное участие в военных действиях Скалон принял в ходе Отечественной войны 1812 года. Находившиеся под его командою драгунские полки составляли часть 3-го резервного кавалерийского корпуса графа Палена, соединённого с 6-м пехотным корпусом Дохтурова во время отступления его от Лиды к Дриссе, когда русским войскам удалось ускользнуть от французов, посланных Бонапартом наперерез пути отступления.
5 августа 1812 года Скалон участвовал в кровопролитном сражении под Смоленском, которое стало его последним боем. Занимая со своими драгунскими полками и отрядом казаков Раченское предместье и желая предупредить атаку французов, Скалон стремительно двинулся навстречу конной дивизии Брюера, но был наповал убит картечью, и русская кавалерия была отброшена. Тело Скалона, попавшее в руки врага, было предано земле 8 августа у подножия Королевского бастиона Смоленской крепости (точное место неизвестно), по личному повелению Наполеона, лично присутствовавшего при погребении — «с отданием всех почестей, приличествующих его воинскому подвигу, с ружейными и артиллерийскими залпами».
В городе Бийске, на родине Антона Антоновича Скалона, в 2011 году ему установлен памятник на территории Бийского ФГУП «Сибприбормаш».
Ещё одна статуя в Бийске установлена в Александровском парке в 2018 году, она является частью композиции «Гордость Алтая». 

## Семья
Был женат на Каролине Христофоровне Кеслер (1777—1818), дочери бригадира Христофора Соломоновича Кеслера. В браке родились шесть сыновей и дочь:
- Александр (1796—1851) — тайный советник; сенатор; член «Союза благоденствия»;
- Николай (1800—?) — генерал-лейтенант;
- Василий (1805—1882) — генерал-майор; женат на дочери В. В. Капниста, Софье;
- Антон (1806—1872) — генерал-лейтенант;
- Даниил (1808—1856) — генерал-майор;
- Луиза (1809—?);
- Павел (1810—?)[4][12].